# UTC-2:30
UTC-2:30 je vremenska zona koja se koristi:

## Kao ljetno vrijeme (samo na sjevernoj hemisferi ljeti)
- *  Kanada (NDT—Newfoundlandsko ljetno vrijeme)
  - Newfoundland i Labrador
    - Labrador (jugoistok),
    - Newfoundland

## Vanjske poveznice
- Gradovi u vremenskoj zoni UTC-2:30